# Кокмардан (село)
Кокмардан (каз. Көкмардан) — село в Отырарском районе Туркестанской области Казахстана. Административный центр Талаптинского сельского округа. Код КАТО — 514849100.

## Население
В 1999 году население села составляло 2214 человек (1132 мужчины и 1082 женщины). По данным переписи 2009 года, в селе проживало 2586 человек (1324 мужчины и 1262 женщины).